# Otto Linton
Otto Fredrik Andersson Linton, född 4 juni 1880 i Ballingslöv, Kristianstads län, död 17 oktober i 1938 Maria Magdalena församling i Stockholm, var en svensk väg- och vattenbyggnadsingenjör.
Linton utexaminerades från Kungliga Tekniska högskolans avdelning för väg- och vattenbyggnadskonst 1901, var där 1904–05 och 1906–07 assistent i väg- och brobyggnadskonst, blev 1912 docent och 1915 professor i järnbyggnadslära samt 1923 professor i brobyggnad. Därjämte var Linton 1901–1915 anställd i Kungliga järnvägsstyrelsen, från 1908 som byråingenjör och föreståndare för brobyggnadsavdelningen. 
Linton bedrev även konsulterande ingenjörsverksamhet och anlitades för flera uppdrag som sakkunnig, bland annat som ledamot av svensk-ryska järnvägskommissionen (1915). Han konstruerade bland annat järnvägsbroarna över Stångån vid Linköping, Dalälven vid Krylbo, Ljusnan vid Edänge, Faxälven, Skellefte, Pite och Öre älvar, Torne älv (förslag), svängbro av ny typ över Trollhätte kanal samt förslag till dels dubbelspårig järnvägs-, dels kombinerad järnvägs- och gatubro i två våningar över Hammarbyleden vid Årsta holmar med 170 meters järnbetongbåge, gatubro av järnbetong över Malmö bangård (gamla Frihamnsviadukten) samt (tillsammans med Wolmar Fellenius) pontonbro av ny typ över Tranebergssund och till liknande bro över Lilla Värtan (förslag). 
Efter studier vid östfronten i Polen och Galizien 1915 utarbetade Linton en ny typ av snabbmonterade broar för krigsändamål samt hangarer med ny portkonstruktion. Han är gravsatt på Sandsborgskyrkogården i Gamla Enskede.